# Agias (Sohn des Agelochos)
Agias (altgriechisch Ἀγίας) war ein Elier aus dem Priestergeschlecht der Iamidai, die den Orakeldienst im Orakel von Olympia ausübten.
Er war der Sohn des Agilochos und ein Enkel des Sehers Tisamenos, der im Dienst Spartas stand. Nach Pausanias weissagte er den Sieg des Lysander bei der Schlacht bei Aigospotamoi, nach dem alle athenischen Schiffe bis auf zehn aufgebracht werden sollten. Nach der erfolgreichen Schlacht wurde ihm eine Bronzestatue in Sparta errichtet.